# Bisdom Marbel
Het bisdom Marbel (Latijn: Dioecesis Marbeliana) is een rooms-katholiek bisdom met als zetel Koronadal, ookwel Marbel genoemd, op de Filipijnen. Het bisdom is suffragaan aan het aartsbisdom Cotabato. 

## Geschiedenis
Het bisdom werd opgericht op 17 december 1960, als de territoriale prelatuur Marbel, uit delen van de territoriale prelatuur Cotabato, en was suffragaan aan het aartsbisdom Cagayan de Oro. Op 29 juni 1970 veranderde het van kerkprovincie en werd suffragaan aan het nieuw verheven aartsbisdom Davao. Op 5 november 1979 veranderde het nogmaals van kerkprovincie en werd suffragaan aan het nieuw verheven aartsbisdom Cotabato. Op 15 november 1982 werd het verheven tot bisdom. 

## Parochies
Het bisdom had in 2021 een oppervlakte van 10.000 km2 en telde 2.085.160 inwoners waarvan 79,1% rooms-katholiek was.

## Ordinarii

### Prelaten
- Charles Quentin Bertram Olwell (19 januari 1961 - 18 november 1969)
- Reginald Edward Vincent Arliss (18 november 1969 - 1 oktober 1981)

### Bisschoppen
- Dinualdo Destajo Gutierrez (prelaat: 1 oktober 1981, bisschop: 15 november 1982 - 28 april 2018; coadjutor sinds 19 november 1980)
- Cerilo Uy Casicas (28 april 2018 - heden)

## Galerij van afbeeldingen

Wapen van het bisdom

Cotabato (aartsbisdom) · Kidapawan · Marbel